# A tiro limpio
A tiro limpio es una película policíaca española del año 1963 de cine negro y de gran prestigio entre los cineastas españoles. Fue dirigida por Francisco Pérez-Dolz, y se rodó en Barcelona protagonizada por José Suárez.

## Sinopsis
Dos atracadores comunistas franceses (Martín y Antoine) organizan una banda para atracar en España, para lo cual contactan con el español Román. Tras el fracaso del primer intento de robo planean un segundo atraco en Barcelona, que no sale mejor y acabarán traicionándose entre ellos.

## Reparto
- José Suárez como Román[5]
- Luis Peña como Martín[6]
- Carlos Otero como Jorge Abad Mateu 'El Picas'
- Joaquín Navales como Antoine
- María Asquerino como Marisa
- Juan Velilla como Hombre en Casa de Citas
- Rafael Moya como Padre de Román
- María Francés como Sra. Quimeta
- Victoriano Fuentes como Inspector Lafuente
- Gustavo Re como Señor del Garaje
- Emilio Sancho como Cajero Patronato
- María Julia Diaz como Hermana de Román
- Carolina Jiménez como María
- Pedro Gil como Comisario

## Producción
Fue la ópera prima del director Francisco Pérez-Dolz, que sólo dirigió una película más, El mujeriego de 1963 con el cómico Cassen. 
El guion fue escrito por José María Ricarte, Miguel Cussó y el propio Francisco Pérez-Dolz en torno a una historia original del primero de ellos. Los productores, cambiaron el título inicial, La senda roja, con el fin de ocultar su planteamiento político-social existente en el filme y que no sería admitido por la censura española.
La fotografía corre a cargo de Francisco Marín y la música de Francisco Martínez Tudó.
En 1996 se estrenó un remake de la película dirigido por Jesús Mora y protagonizado por Toni Cantó, Francesc Orella, Diana Peñalver y María Asquerino, quien también aparecía en la cinta original de 1963. Esta nueva versión situaba la acción en Canarias y se estrenó en la sección Zabaltegi - Nuevos Directores del Festival Internacional de Cine de San Sebastián.

## Localizaciones
- Vía Layetana
- Plaza de la Catedral de la Santa Cruz y Santa Eulalia de Barcelona
- Puerto de Barcelona